# Ragnar Åhlberg
Ragnar Herbert Åhlberg, född 23 juni 1901 i Finland, död 4 augusti 1983 i Oscars församling i Stockholm, Stockholms län, kommendör i Frälsningsarmén. Åhlberg var från år 1921 finländsk frälsningsofficer, och tjänstgjorde även i Estland. Han utnämndes 1939 till divisionschef i Helsingfors, och 1945 fick han samma ansvar i Tammerfors division. Året därpå blev han fältsekreterare i Finland och i oktober 1947 blev han chefsekreterare i samma territorium. 1950 utnämndes han till territoriell ledare (TC) i Finland och 1957 förflyttades han till samma förordnande i Nederländerna. År 1960 blev han TC i Sverige och från 1966 fram till sin pension år 1969 var han TC i Norge. Åhlberg är gravsatt på Norra begravningsplatsen utanför Stockholm.

## Sånger
- Han lade i min mun en ny sång (text och musik)
- Kom med förnyelsens mäktiga dop (text)